# Musée national du pays de Galles
Amgueddfa Cymru – National Museum Wales (en français, le musée national du pays de Galles) est un organisme public gallois qui regroupe sept musées du pays de Galles. 

## Histoire et fonctionnement
Le musée national du pays de Galles regroupe sept musées nationaux. 
En plus de ces sites, le musée national assure une co-tutelle du site Oriel y Parc, près de Saint David's, en partenariat avec le parc national côtier du Pembrokeshire.
Le musée national du pays de Galles coopère également avec le musée d'histoire de Cardiff, le Cardiff Story Museum, qui a ouvert en 2011.
Les réserves des musées nationaux sont situées à Nantgarw.
Son directeur est depuis 2010 David Anderson,.

## Musées du musée national
- Musée national de Cardiff
- Musée national d'histoire St Fagans, Cardiff
- Musée national du charbon, Blaenavon
- Musée national de la laine, Dre-fach Felindre près de Llandysul
- Musée national de l'ardoise, Llanberis
- Musée national de la légion romaine, Caerleon
- National Waterfront Museum, Swansea

## Galerie

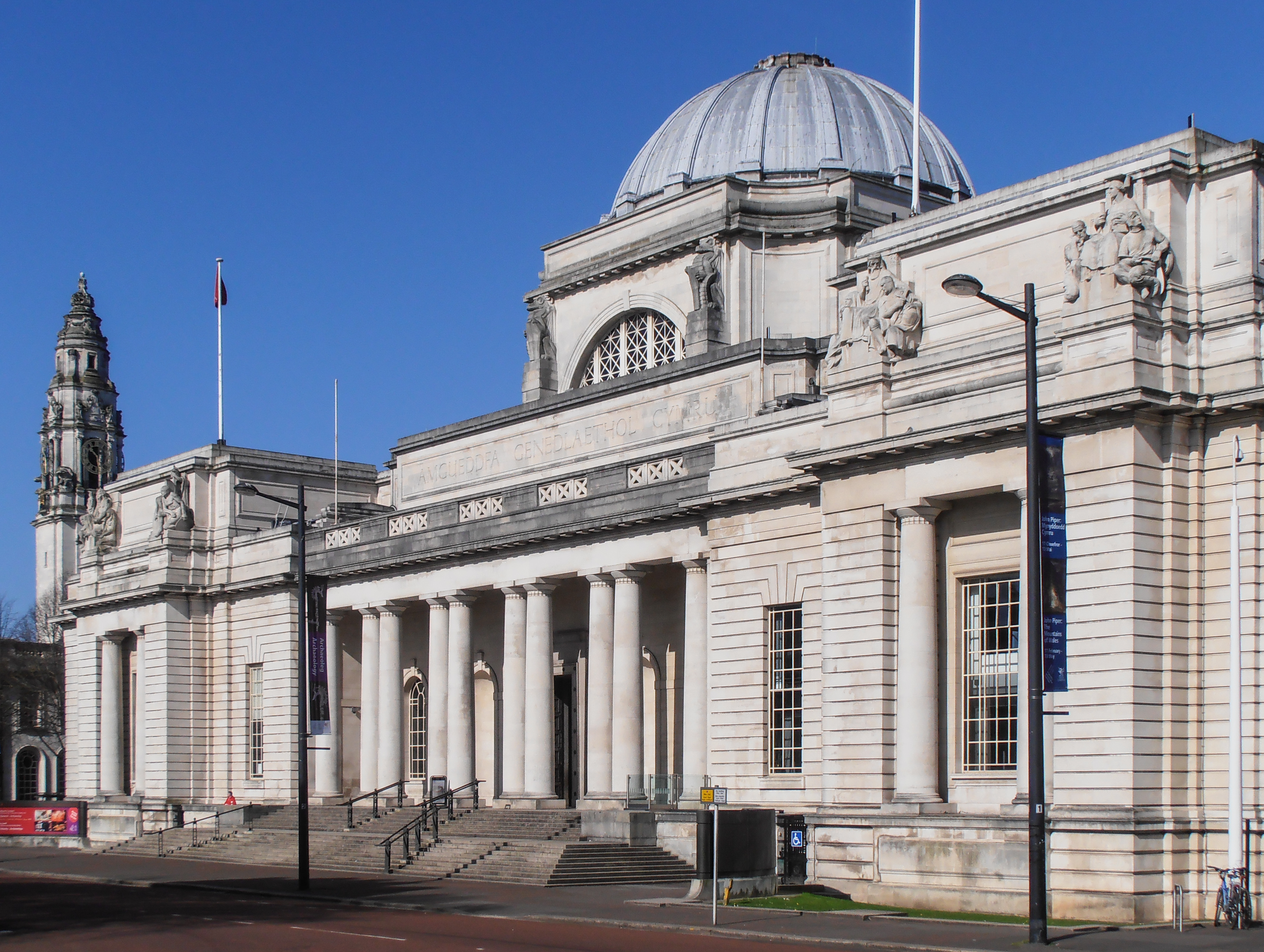
National Museum Cardiff
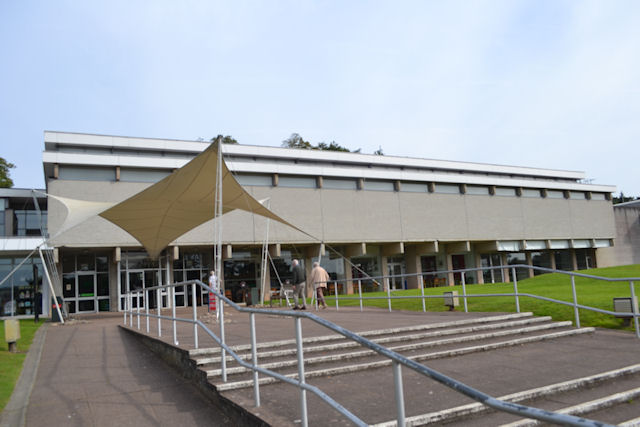
St Fagans National Museum of History
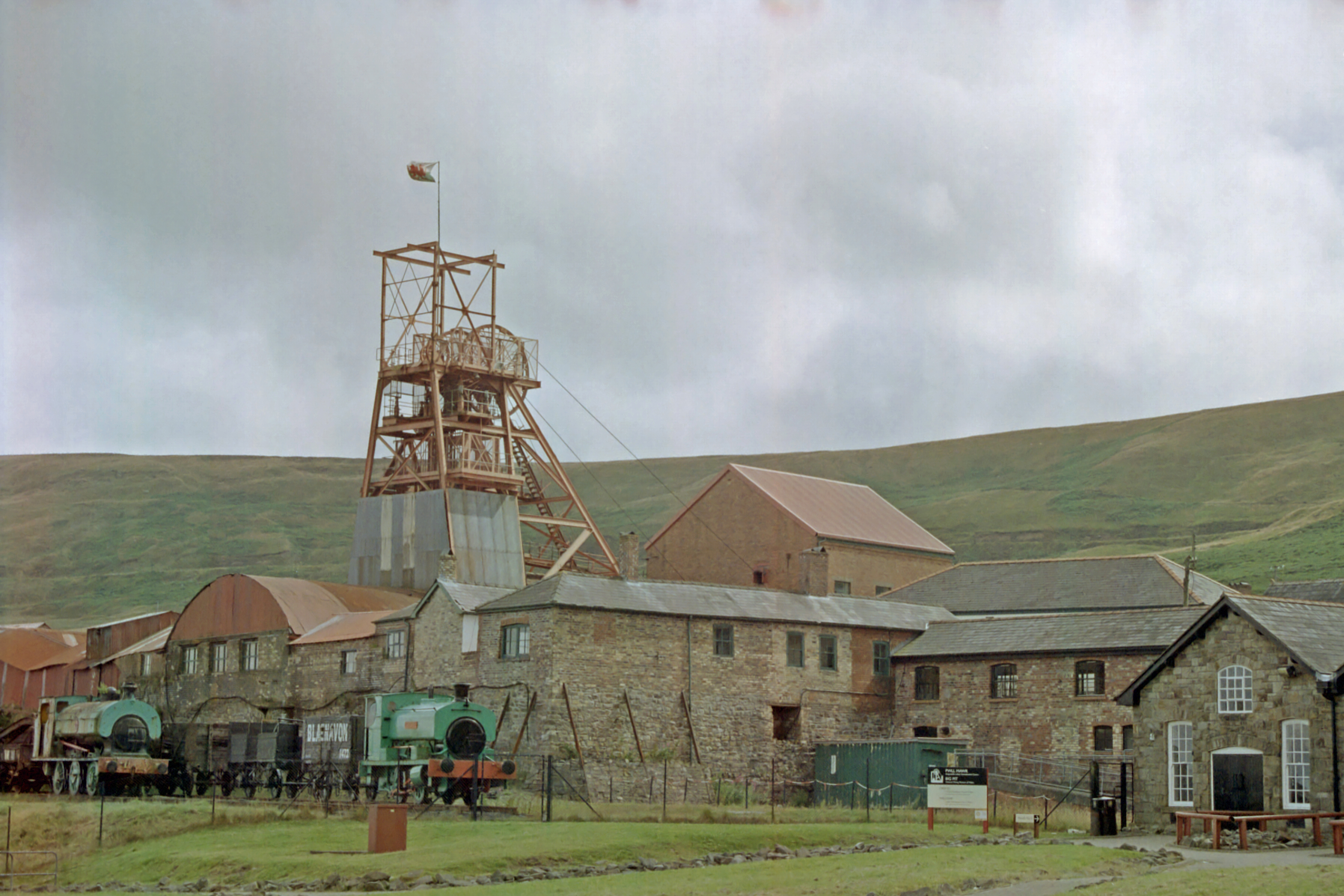
Big Pit National Coal Museum
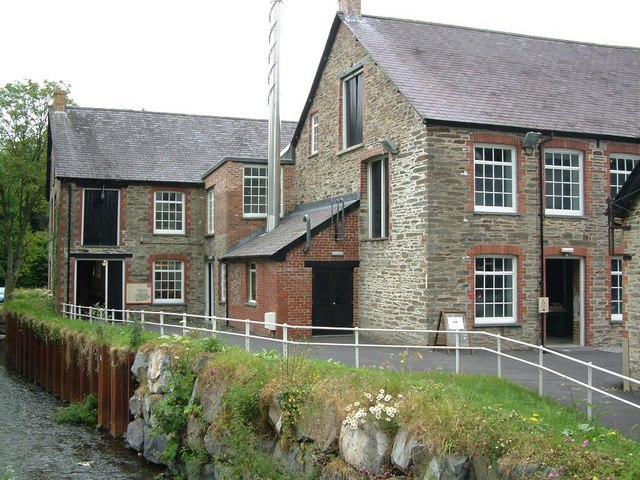
National Wool Museum
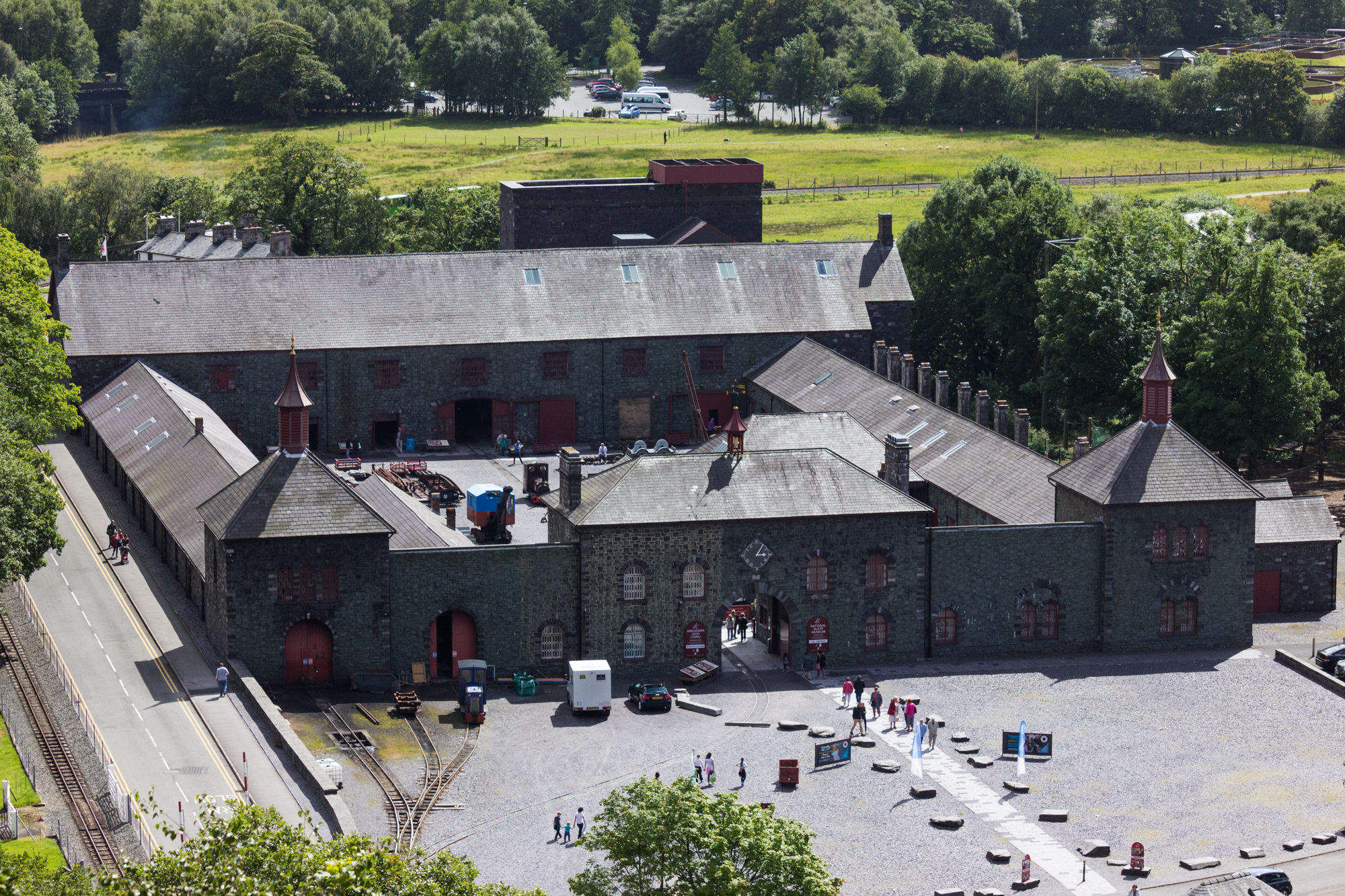
National Slate Museum
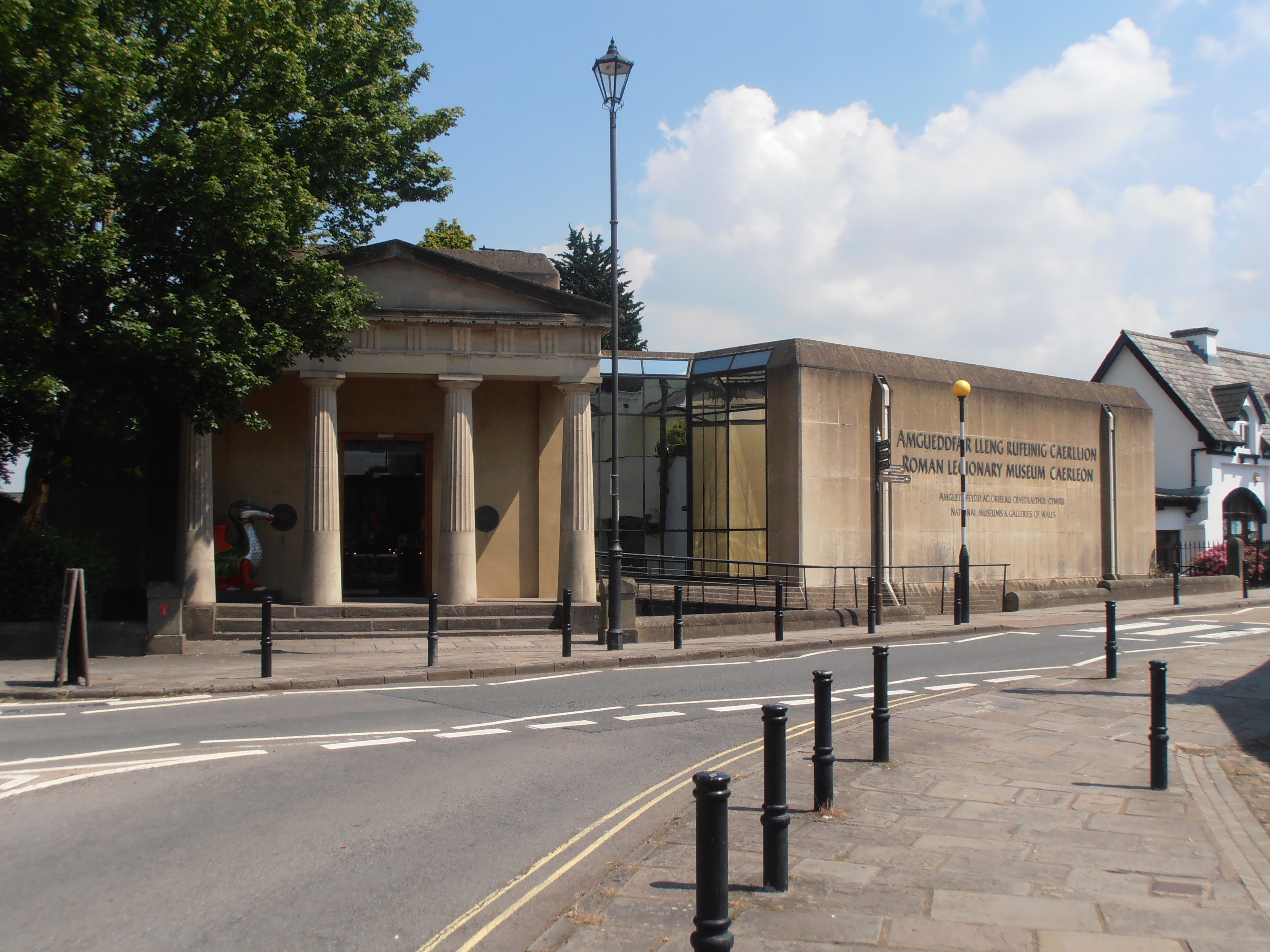
National Roman Legionary Museum
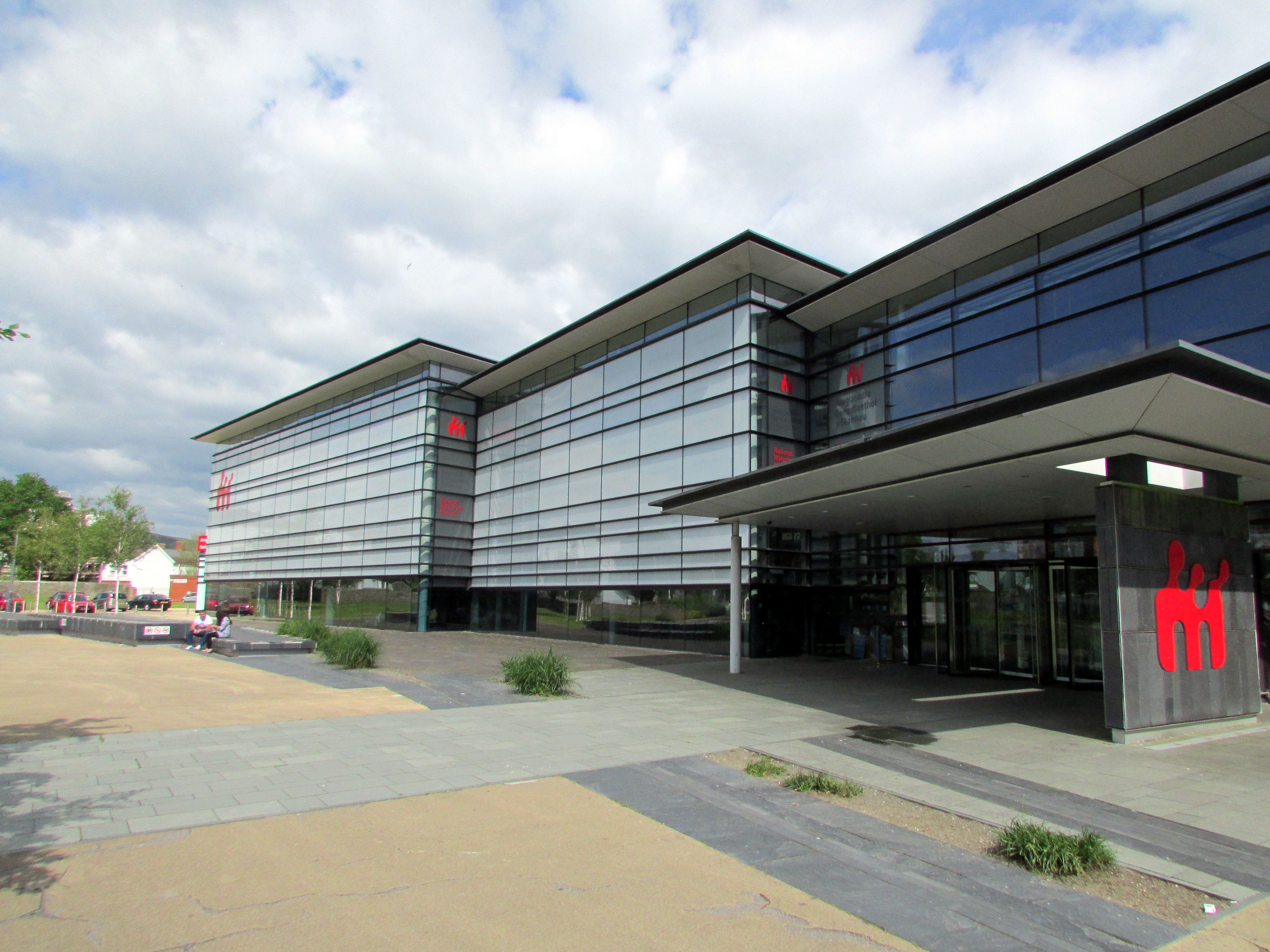
National Waterfront Museum